# مارک بریگز
مارک بریگز (انگلیسی: Mark Briggs؛ زادهٔ ۱۶ فوریهٔ ۱۹۸۲) بازیکن فوتبال اهل بریتانیا است.
از باشگاه‌هایی که در آن بازی کرده‌است می‌توان به باشگاه فوتبال وست برومویچ آلبیون، باشگاه فوتبال موستا، باشگاه فوتبال ردیچ یونایتد، باشگاه فوتبال توتینگ اند میتچام یونایتد، باشگاه فوتبال نیو سنتس، باشگاه فوتبال تلفورد یونایتد، باشگاه فوتبال نورتویچ ویکتوریا، باشگاه فوتبال نوتس کانتی، و باشگاه فوتبال شروزبری تاون اشاره کرد.